# Susana Soca

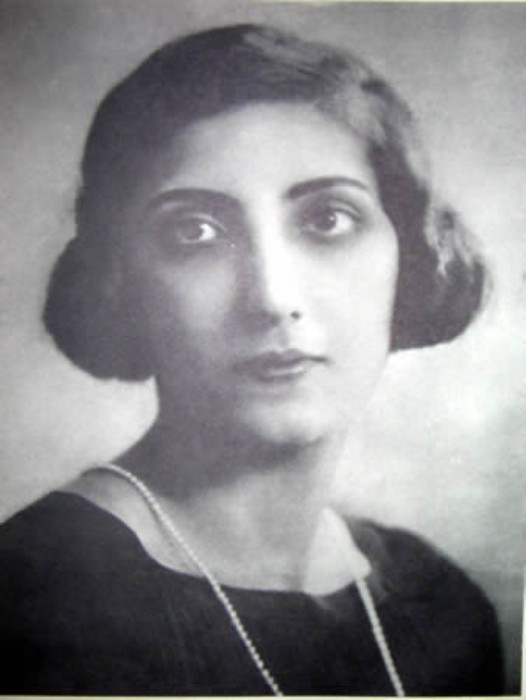
Soca, 1961

Susana Soca Blanco (Montevideo, 19 juli 1906 - Rio de Janeiro, 11 januari 1959) was een Uruguayaans dichter. 
Haar familie behoorde tot de hoogste kringen. Tijdens de Tweede Wereldoorlog woonde ze in Parijs.
Haar eerste gepubliceerde gedichten waren in Cahiers de La Licorne (1947).
Ze stierf bij een vliegtuigongeluk.
- autores.uy: 517
- Biblioteca Nacional de España: XX1563130
- Bibliothèque nationale de France: cb14506473b (data)
- Gemeinsame Normdatei: 143129430
- International Standard Name Identifier: 0000 0001 0779 1640
- Library of Congress Control Number: no2002038945
- Nederlandse Thesaurus van Auteursnamen: 31542754X
- SNAC: w66m7n80
- Système universitaire de documentation: 070274304
- Virtual International Authority File: 29764104
- WorldCat: E39PBJwp3hrRXHqtfK8cDTQQbd